# Kana ~Imōto~
Kana ~Imōto~ (加奈～いもうと～ tạm dịch: Kana ~Em gái bé nhỏ~) là một visual novel dành cho người lớn được D.O. phát triển và phát hành năm 1999 trên hệ máy tính cá nhân. Tác phẩm được viết bởi tiểu thuyết gia nổi tiếng Tanaka Romeo. G-Collections đã dịch và phát hành bản tiếng Anh của trò chơi vào năm 2002.

## Tổng quan

### Cách chơi
Giống như các visual novel truyền thống, Kana ~Imōto~ đòi hỏi người chơi tương tác ít nhiều bởi phần lớn thời gian là đọc những dòng chữ xuất hiện trên màn hình, mô tả đoạn đối thoại giữa các nhân vật khác nhau xen lẫn suy nghĩ của nhân vật chính. Các bản nhạc nền và hiệu ứng âm thanh cũng được sử dụng. Yếu tố quan trọng của trò chơi là người chơi chỉ có thể tương tác khi đến "điểm quyết định" thường xuất hiện và có vài lựa chọn được đưa ra. Tùy vào lựa chọn của người chơi mà trò chơi sẽ đi theo các hướng khác nhau. Trong suốt trò chơi thì người chơi sẽ có khoảng 30 lựa chọn để có thể đạt đến một trong sáu kết thúc khác nhau. Thời gian để hoàn tất trò chơi là khoảng từ 5 đến 10 giờ.

### Chủ đề và thiết lập
Kana ~Imōto~ kể về câu chuyện của hai anh em Takamichi và Kana với chủ đề chính là căn bệnh đe dọa mạng sống của nhân vật nữ chính và mối quan hệ hình thành giữa các nhân vật chính.
Khi Taka mười tám tuổi thì em gái Kana chuyển đến sống với gia đình anh một thời gian. Vì bệnh suy thận mãn tính của mình nên Kana nhận được nhiều sự quan tâm của cha mẹ Taka, điều này khiến Taka trở nên ganh tị. Tuy nhiên khi nhận ra Kana rất yếu ớt và dễ bị tổn thương, anh đã thay đổi thái độ với cô, như việc chạy tích cực tìm kiếm khi Kana bị lạc trong rừng. Trong những năm sau đó, Taka đã nỗ lực để giúp đỡ em gái của mình và bảo vệ cô.
Sức khỏe của Kana xấu đi đáng kể khi cô 16 tuổi các bác sĩ cho biết cô chỉ còn vài tháng để sống. Taka đã giấu đều này không cho Kana biết và cố gắng biến thời gian còn lại của cô trở nên hạnh phúc nhất có thể. Trong thời gian đó, một mối quan hệ đã hình thành giữa hai người và vượt ra ngoài tình anh em, gây ra cảm giác bất an và tội lỗi cho cả hai. Tuy nhiên sau đó cha mẹ của Taka cũng chấp nhận mối quan hệ này vì cả hai không cùng huyết thống.
Tùy thuộc vào các chọn lựa của người chơi mà kết thúc Kana sẽ qua đời hoặc được cứu sống một cách kịch tính.

## Phát hành
D.O. đã phát triển Kana ~Imōto~ cho hệ điều hành Windows với kịch bản được viết bởi Yamada Hajime (bút danh của Tanaka Romeo) và phát hành vào năm 1999 tại Nhật Bản. Phiên bản dành cho hệ Mac OS cũng được phát hành vào năm 2001.
Phiên bản tiếng Anh có tựa Kana - Little Sister đã được phát hành năm 2002 do G-Collections thực hiện việc dịch thuật. Tuy nhiên không giống như phiên bản gốc, tất cả các cảnh khiêu dâm đều bị cắt bỏ. Bản này được tải về trực tuyến miễn phí.
Panther Software đã từng tuyên bố sẽ phát hành phiên bản cho hệ Xbox của tác phẩm vào năm 2003. Nhưng sau nhiều lần trì hoãn, việc phát hành đã chính thức bị hủy bỏ vào tháng 5 năm 2005.
Vào thời điểm phiên bản gốc của D.O. không còn bày bán trên thị trường, Takayashiki Development đã phát triển và phát hành một phiên bản khác có tên Kana… Okaeri!! (加奈⋯おかえり！！). Phiên bản này giữ nguyên cốt truyện gốc nhưng có mẫu thiết kế nhân vật khác và được lồng tiếng đầy đủ.
Cyberfront đã phát hành phiên bản cho hệ PlayStation Portable vào năm 2010. Phiên bản này sử dụng lại các hình ảnh và thiết kế nhân vật từ phiên bản gốc kết hợp với một số hình ảnh mới để thích hợp với hệ máy PSP, tuy nhiên các cảnh nóng vẫn bị lược bỏ. Phân hạng theo CERO cho bản game này là thích hợp với người từ 15 tuổi trở lên.

## Đón nhận
Kana ~Imōto~ được đánh giá là một tác phẩm tình cảm đầy cảm xúc với chiều sâu cốt truyện. James Jursudakul đã nhận định về cốt truyện là "Câu chuyện cảm động nhất mà tôi từng được trải qua trong một trò chơi" và gọi tác phẩm là một ví dụ nổi bật về việc "Các câu chuyện của visual novel có thể tuyệt vời như thế nào".
Leigh Alexander phát biểu về chủ đề của Kana ~Imōto~: "Nhấn mạnh về các hành động bộc phát từ các nhu cầu sâu thẳm bên trong con người hơn là một tác phẩm khiêu dâm thuần túy như: các giá trị của cuộc sống, bản chất của gia đình cũng các khái niệm đa dạng về tình yêu".
Nhiều nhà phê bình visual novel cho rằng tính chất Nakigē trong Kana ~Imōto~, cùng nhiều tác phẩm khác, đã lấy cảm hứng dựa theo Kanon của Key, một hãng nổi tiếng phát triển thể loại game tương tự.